# Шапшев, Константин Николаевич
Константи́н Никола́евич Ша́пшев (1885, Красное Село, Санкт-Петербургская губерния — 1942, Киров) — российский, советский учёный-медик, доктор медицинских наук, профессор Юрьевского, Воронежского, Пермского университетов, заведующий кафедрой гигиены, декан медицинского факультета (1926—1928), проректор (1931—1934) Пермского университета, автор работ по вопросам гигиены.

## Биография
Ученик профессора Евгения Алексеевича Шепилевскогоy, в 1909 году с отличием окончил Медико-хирургическую кадемию. Был назначен в 87-й пехотный Нейшлотский полк младшим врачом, а в январе 1911 года направлен на 6 месяцев в лабораторию Николаевского военного госпиталя в Санкт-Петербург для изучения бактериологических и химико-гигиенических методов исследования.
С декабря 1911 по март 1912 года сдал экзамены на степень доктора медицины, диссертацию на тему «О свойствах некоторых преципитатов, действующих на денатурированные белки» защитил в октябре 1913 года. Диссертация имела большое практическое значение для диагностики инфекционных заболеваний и определения доброкачественности мясных продуктов.
С 1914 года заведовал лабораторией в Петербургском лазарете. В этом же году был призван в армию и в период военных действий работал старшим врачом военно-железнодорожного санитарно-дезинфекционного отряда.
В мае 1915 г. избран приват-доцентом при Гигиеническом институте Юрьевского университета. В 1918 г. после перевода Юрьевского университета в г. Воронеж был избран приват-доцентом по кафедре гигиены Воронежского университета, а в 1919 — доцентом. С февраля 1920 по октябрь 1921 г. заведовал кафедрой общей и экспериментальной гигиены Воронежского университета.
Профессор кафедры гигиены Пермского университета (с конца 1921 года),
В 1921 году К. Н. Шапшев возглавил кафедру гигиены в Пермском университете. Формирование кафедры стало непростым процессом в силу недостатка кадров. В 1921—1923 годах на кафедре был только один сотрудник — профессор К. Н. Шапшев. Затем штат сотрудников расширился. На кафедре велось преподавание всех профильных учебных дисциплин: общая гигиена, гигиена труда, гигиена питания, коммунальная гигиена, социальная гигиена, школьная гигиена, эпидемиология с дезинфекцией.
С 1926 по 1928 г. был деканом медицинского факультета, с 1931 по 1934 г. — заместителем ректора по научным и учебным вопросам Пермского университета.
В 1929 году социальная гигиена выделилась в самостоятельную кафедру медицинского факультета. В 1930 году К. Н. Шапшев стал организатором первого на Урале санитарно-гигиенического факультета — уже в рамках мединститута (хотя в то время ещё не было чёткого разделения между структурами университета и созданного в 1931 мединститута). В 1932 году организована кафедра гигиены труда и эпидемиологии.
За время работы на Урале им было опубликовано более 60 работ по вопросам общей и коммунальной гигиены, гигиены труда, физиологической химии, эпидемиологии сыпного и возвратного тифа, малярии и др.
В 1934 году переведен в Ленинград, где работал заведующим кафедрами гигиены в Институте усовершенствования врачей и в Военно-морской медицинской академии.
Умер в эвакуации в г. Киров.

## Избранные работы
- Шапшев К. Н. О свойствах некоторых преципитатов, действующих на денатурированные белки: диссертация на степень доктора медицины] // , .